# Washington Grove
Washington Grove és una població dels Estats Units a l'estat de Maryland. Segons el cens del 2000 tenia 515 habitants.

## Demografia
Segons el cens del 2000, Washington Grove tenia 515 habitants, 208 habitatges, i 143 famílies. La densitat de població era de 602,6 habitants per km².
Dels 208 habitatges en un 33,7% hi vivien nens de menys de 18 anys, en un 62,5% hi vivien parelles casades, en un 4,3% dones solteres, i en un 30,8% no eren unitats familiars. En el 23,6% dels habitatges hi vivien persones soles el 8,7% de les quals corresponia a persones de 65 anys o més que vivien soles. El nombre mitjà de persones vivint en cada habitatge era de 2,44 i el nombre mitjà de persones que vivien en cada família era de 2,91.
Per edats la població es repartia de la següent manera: un 22,3% tenia menys de 18 anys, un 3,5% entre 18 i 24, un 25,2% entre 25 i 44, un 37,9% de 45 a 60 i un 11,1% 65 anys o més.
L'edat mediana era de 45 anys. Per cada 100 dones de 18 o més anys hi havia 82,6 homes.
La renda mediana per habitatge era de 92.398 $ i la renda mediana per família de 97.029 $. Els homes tenien una renda mediana de 70.750 $ mentre que les dones 48.125 $. La renda per capita de la població era de 38.332 $. Cap de les famílies i el 0,8% de la població estaven per davall del llindar de pobresa.

## Poblacions més properes
El següent diagrama mostra les poblacions més properes.